# Proxyszerver
Számítógép-hálózatokban proxynak, helyesebben proxy szervernek (angol „helyettes”, „megbízott”, „közvetítő”) nevezzük az olyan szervert (számítógép vagy szerveralkalmazás), amely a kliensek kéréseit köztes elemként más szerverekhez továbbítja. A kliens csatlakozik a proxyhoz, majd valamilyen szolgáltatást (fájlt, csatlakozást, weboldalt vagy más erőforrást) igényel, ami egy másik szerveren található. A proxy szerver a kliens nevében eljárva csatlakozik a megadott szerverhez, és igényli az erőforrást a számára. A proxy esetlegesen megváltoztathatja a kliens kérését vagy a szerver válaszát, és alkalomadtán kiszolgálhatja a kérést a szerverhez való csatlakozás nélkül is. Az olyan proxy szervernek, amely változtatás nélkül továbbítja a kérelmeket és a válaszokat, külön neve is van: ez a gateway vagy néha tunneling proxy.

## A felhasználás célja

### Biztonság
A proxyk biztonsági szerepet is játszhatnak (pl. tűzfalként), de gyakran a cél csupán az ellenőrizhetőség és naplózhatóság (pl. egy cégnél lévő alkalmazottak HTTP proxy-n át érhetik el az internetet, így tevékenységeiket ellenőrizni és megfigyelni is lehet).

### Gyorsítótárazás
A másik igen jelentős felhasználási terület a rendelkezésre álló sávszélesség kihasználtságának javítása, illetve annak kímélése a végfelhasználótól egészen a kiszolgáló webszerverig. Az igény szerinti gyorsítótárazási modell intelligens módon, felhasználói kérések alapján tárolja a letöltött adatokat. Mindezt annak érdekében, hogy a lehető leghatékonyabb módon végezze a tartalom változásának követését, annak frissítését és az adatok szolgáltatását.
Többfelhasználós környezetben (hálózatban kötött gépek) gyakran előfordulhat ugyanazon oldalak ismétlődő látogatása. A proxy szerver letölti és elmenti az oldalak tartalmát egy átmeneti tárolóba, majd újabb kérés esetén a tartalom egyezőségét, illetve annak változását több, előre beállított szempont szerint is megvizsgálja. Végezetül eldönti, hogy újratölti-e az egészet, vagy az oldal egy részét, illetve a tartalom megegyezik-e az átmeneti tárban lévővel, így azt továbbítja a felhasználó felé.
Egyezőség vizsgálat főbb szempontjai lehetnek
- Idő: az utolsó kérés óta eltelt idő (ha a tartalomszolgáltató tízpercenkénti frissítéssel dolgozik, akkor teljesen felesleges a köztes időben újra letölteni annak tartalmát)
- Tartalomelévülési idő: szerveroldalon alkalmazható (html dokumentum „HEAD” részében, a „meta” elem segítségével).
  - META content="Thu, 04 Oct 2010 14:21:20 GMT" name=Expires
  - META content="10 Days" name=Revisit-After

Egyes rendkívül hatékony alkalmazások lehetővé teszik a kötegelt frissítések alkalmazását és az adatok tárolását. Így a rendszerinformatikusok előre ütemezett időpontban akár a kihasználatlan sávszélesség terhére tölthetik le a dokumentumokat és a komplett webhelyeket.

### Tartalomszűrés
A kis-, a közép- és a nagyvállalati környezetben is alapvető elvárás a különböző hálózati protokollokon alkalmazott tartalomszűrési lehetőség.
- „HTML Tag Filters” (OBJECT, EMBED, APPLET, SCRIPT, IMG, illetve adott a lehetőség tetszőleges számú és tartalmú szűrő létrehozására).
- „MIME Filters”: ebben az esetben rendelkezésre áll a teljes MIME táblázat tartalma (pl.: application/zip, video/mpeg, audio/x-wav).
- „URL alapján történő szűrés”: (előre elkészített lista vagy reguláris kifejezések alapján).

## Néhány hatékony proxy szerver
- Sun Java System Web Proxy Server Archiválva 2007. október 18-i dátummal a Wayback Machine-ben
- ISA Server
- DeleGate
- Squid
- Proxy lista
- Proxy software and scripts az Open Directory Project-ben
- Free web-based proxy services az Open Directory Project-ben
- Free http proxy servers az Open Directory Project-ben
- Proxy test online